# Aphycita sindella
Aphycita sindella är en fjärilsart som beskrevs av Hans Georg Amsel 1968. Aphycita sindella ingår i släktet Aphycita och familjen mott. Inga underarter finns listade i Catalogue of Life.